# Arroyo Ceibal
Arroyo Ceibal es una localidad argentina ubicada en el departamento General Obligado de la provincia de Santa Fe. Se halla a 3 km de la ruta nacional 11, la cual constituye su principal vía de comunicación vinculándola al norte con Villa Ocampo y al sur con Las Garzas. Se formó en torno a una estación del Ferrocarril Santa Fe. Su principal fundador fue: Don Santos Nobile

## Población
Cuenta con 1,305 habitantes (Indec, 2010), lo que representa un descenso frente a los 1,353 habitantes (Indec, 2001) del censo anterior.
| Gráfica de evolución demográfica de Arroyo Ceibal entre 1991 y 2010 |
|                                                                     |
| Fuente: Censos nacionales del INDEC                                 |

- Datos: Q5705579